# Dear Santa (OneRepublic)
Dear Santa è un singolo natalizio del gruppo musicale statunitense OneRepublic, pubblicato l'8 novembre 2023.

## Descrizione
Brano inedito scritto per le festività natalizie, il singolo è uscito anche in versione vinile.

## Video musicale
Il video ufficiale del brano è stato reso disponibile sul canale YouTube del gruppo il 14 dicembre 2023.

## Tracce
1. Dear Santa – 2:51
2. Dear Santa (Piano version) – 2:52

## Classifiche
| Classifica (2023-24) | Posizione massima |
| -------------------- | ----------------- |
| Austria              | 56                |
| Belgio (Vallonia)    | 19                |
| Canada               | 72                |
| Germania             | 42                |
| Paesi Bassi          | 78                |
| Stati Uniti          | 106               |
| Svezia               | 75                |
| Svizzera             | 80                |